# Ива волчниковая
И́ва во́лчниковая, или шелю́га жёлтая, или ве́рба (лат. Salix daphnoides) — дерево, вид рода Ива (Salix) семейства Ивовых (Salicaceae).

## Название
Видовой эпитет daphnoides дан по схожести формы листьев с представителями рода Daphne — Волчник, или Волчеягодник. Русскоязычное название является смысловым переводом латинского.

## Ботаническое описание

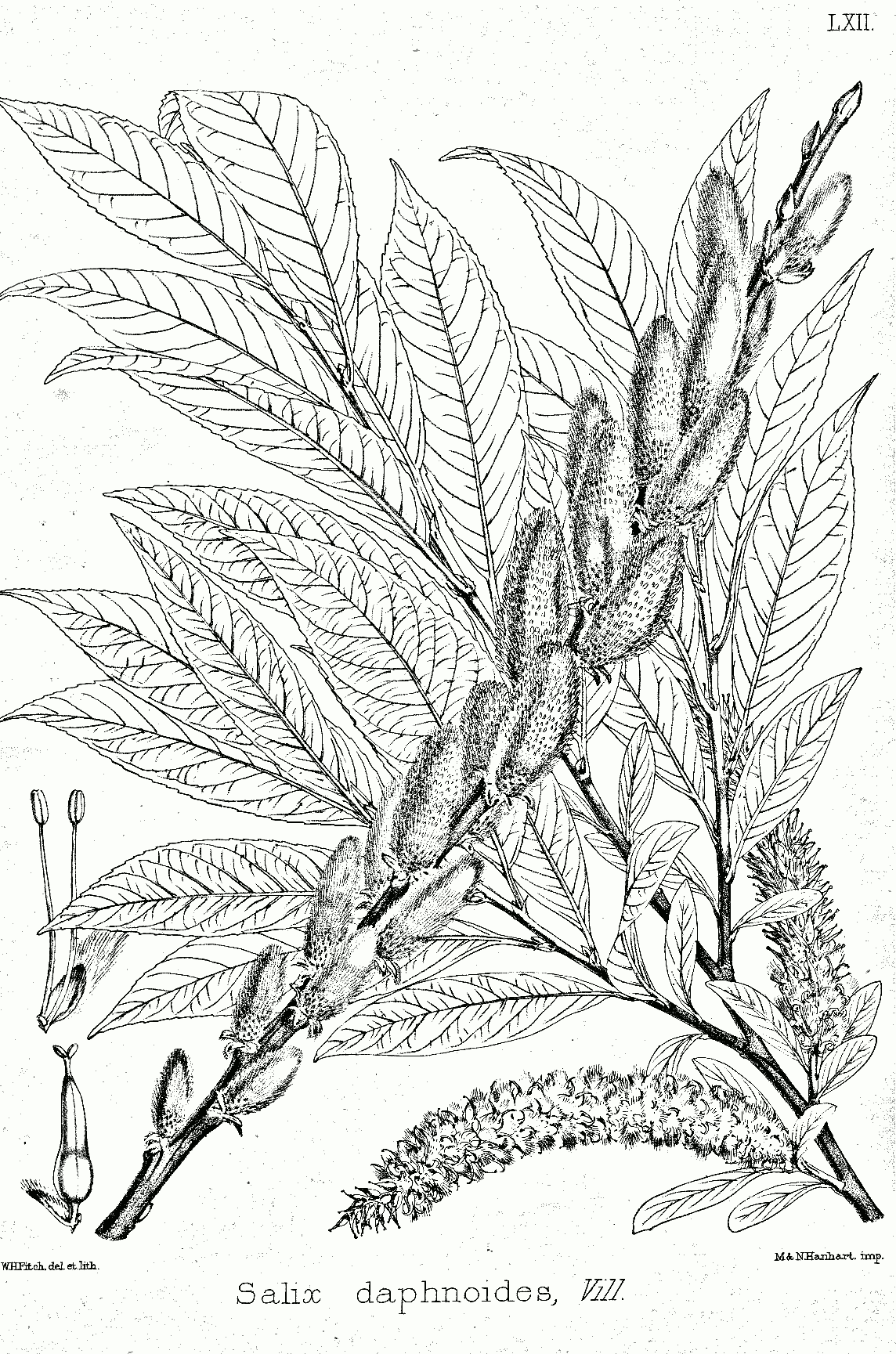
Ботаническая иллюстрация из книги Дитриха Брандиса, «Illustrations of the Forest Flora of North-West and Central India», 1874

Дерево высотой 15 м, диаметр ствола 20 см, крона пирамидальная. Ветви немного толстоватые, молодые белошелковистые; ветви годовалого возраста имеют светло-зелёный окрас, более старшие приобретают оливково-бурый или тёмно-каштановый цвет. Кора горькая на вкус, внутри лимонно-жёлтого цвета.
Прилистники яйцевидной, яйцевидно-ланцетной или яйцевидно-серповидной формы, железисто-пильчатые, короткие, опадают довольно рано. Черешок достигает в длину 0,4—1,4 см, пушистый, соломенно-жёлтого цвета, расширенный в основании. Листья продолговато-ланцетной или яйцевидно-ланцетной формы, длина 7—10 см, ширина 1,5—3 см, суженные или округлённые в основании, заострённые на верхушке; края листьев плоские или немного завороченные. Цвет листьев зелёный. Сверху листья блестящие, главная жилка соломенно-жёлтого цвета. Молодые листья немного волосистые, взрослые голые либо немного пушистые возле жилки. Снизу цвет листьев бледный, сизый либо сизо-зелёный, тусклый, жилки желтоватые, оголённые.

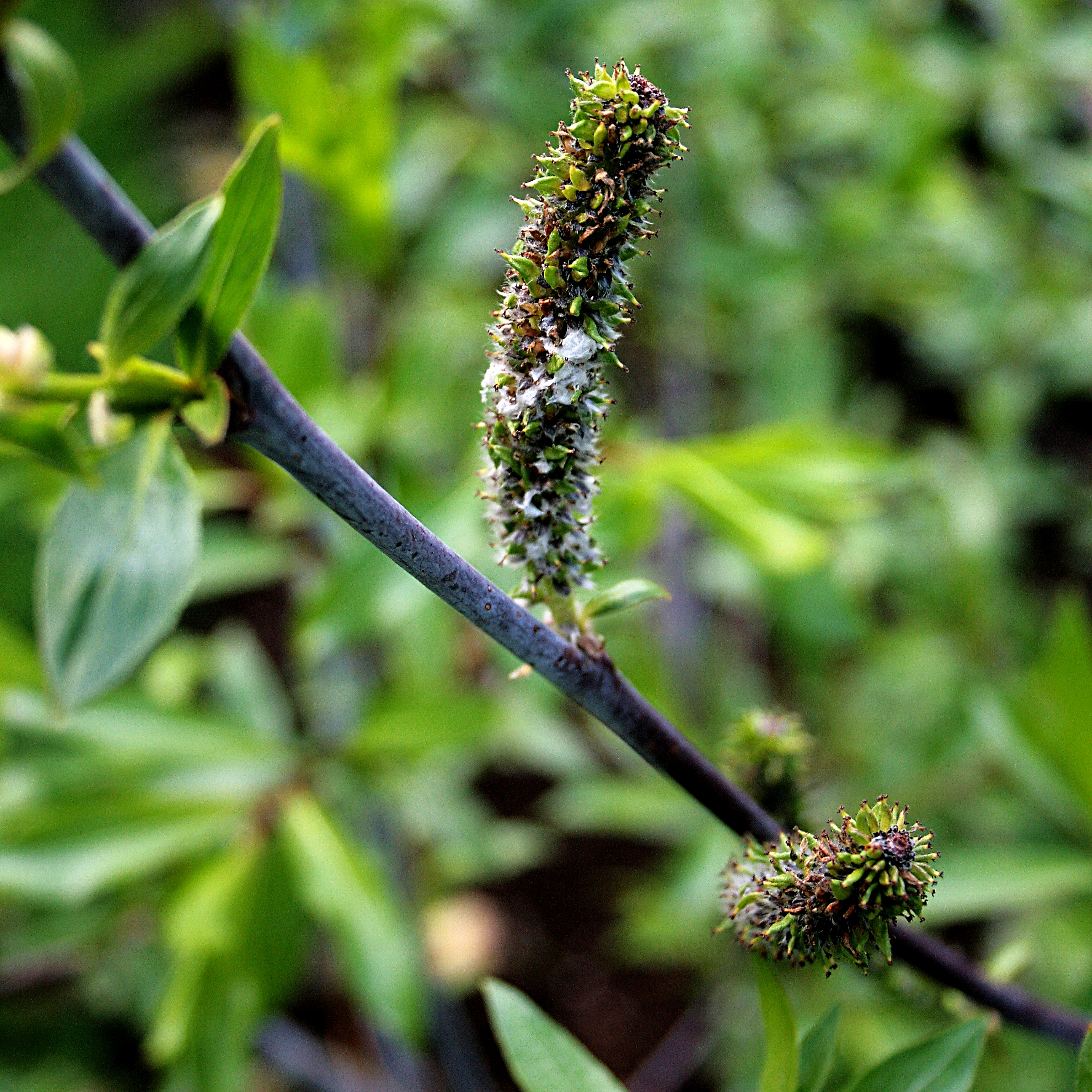
Соцветие

Серёжки появляются довольно рано, сидячие, густо расположены на ветвях, толстые, густоволосистые, листочки и чешуйки в основании отсутствуют. Длина серёжек 2—2,5 см, ширина 1—1,2 см. Чашечки яйцевидной формы, острые или туповатые, сверху тёмно-красного или чёрного цвета. Тычинок 2, свободные. Пыльники продолговатой формы и золотистого цвета. Завязь яйцевидно-коническая, острая, сплюснутая, желтовато-зелёного цвета, оголённая, расположена на короткой ножке. Рыльца продолговатой формы, лопасти прямые или расходящиеся. Цветение длится с марта по апрель, плодоношение происходит в апреле-мае.

## Распространение и экология
Ива волчниковая распространена в Европе: Северная Европа (Норвегия, Швеция), Центральная Европа: (Австрия, Чехия, Словакия, Германия); Восточная Европа: (Европейская часть России, Эстония, Латвия, Литва); Южная Европа: (страны бывшей Югославии, Италия, Румыния, Франция, Испания).
В горных условиях произрастает на песчаном, галечном и крупноглыбистом аллювии, в низменной местности — на дюнных песках. Отличается быстрым ростом.
Светолюбивое, морозостойкое растение.
Хорошо размножается зимними (одревесневшими) черенками.

## Хозяйственное значение и использование
Хороший медонос.
Кора содержит от 6 до 12 % таннинов.
Хорошо поедается пятнистым оленем.
Применяется для посадки в живых изгородях, возле водоёмов, одиночно или в группах. Хорошо помогает укреплять склоны.

## Классификация

### Таксономия
- Salix daphnoides Vill., 1779, Prosp. Hist. Pl. Dauphiné : 51

Вид Ива волчниковая включается в род Ива (Salix) семейства Ивовые (Salicaceae) порядка Мальпигиецветные (Malpighiales), последовательно входящего в более крупные клады Фабиды → Розиды → Суперрозиды → Эвдикоты → Цветковые растения. Таксономическая схема в соответствии с Системой APG IV по состоянию на июнь 2024 года:
|  |                          |  |                                   |                                   |                  |  | еще 35 семейств | еще 35 семейств |                     |  |  |  | еще 625 подтвержденных видов и 1 028 видов, ожидающих подтверждения |
|  |                          |  |                                   |                                   |                  |  | еще 35 семейств | еще 35 семейств |                     |  |  |  | еще 625 подтвержденных видов и 1 028 видов, ожидающих подтверждения |
|  |                          |  |                                   | порядок Мальпигиецветные          |                  |  |                 |                 | род Ива             |  |  |  |                                                                     |
|  |                          |  |                                   | порядок Мальпигиецветные          |                  |  |                 |                 | род Ива             |  |  |  |                                                                     |
|  | клада Цветковые растения |  |                                   |                                   | семейство Ивовые |  |                 |                 | вид Ива волчниковая |  |  |  |                                                                     |
|  | клада Цветковые растения |  |                                   |                                   | семейство Ивовые |  |                 |                 |                     |  |  |  |                                                                     |
|  |                          |  | ещё 63 порядка цветковых растений | ещё 63 порядка цветковых растений |                  |  |                 | еще 55 родов    | еще 55 родов        |  |  |  |                                                                     |
|  |                          |  |                                   | ещё 63 порядка цветковых растений |                  |  |                 |                 | еще 55 родов        |  |  |  |                                                                     |

### Синонимы
- Salix bigemmis Hoffm.
- Salix pomeranica Willd.
- Salix praecox Hoppe ex Willd.
- Salix pruinosa Wendl. ex Rchb.
- Salix pulchra Wimm. & Krause
- Salix violacea G.Anderson ex Sm.